# Tőke László
Tőke László (Vönöck, 1933. május 3. – Budapest, 2024. december 30.) magyar vegyészmérnök, szerves kémikus, egyetemi tanár, a Magyar Tudományos Akadémia rendes tagja. Az alkaloidkémia és a gyógyszerkémia neves tudósa. Munkássága jelentős a gyógyszerek és növényvédő szerek szintézise területén.

## Életpályája
1952-ben kezdte meg egyetemi tanulmányait a Budapesti Műszaki Egyetem (BME) Vegyészmérnöki Karán (ma: Vegyészmérnöki és Biomérnöki Kar). Itt szerzett 1957-ben vegyészmérnöki diplomát. Ennek megszerzése után az egyetem szerves kémiai tanszékén kapott állást, kezdetben tanársegédként, majd adjunktusként és egyetemi docensként dolgozott, közben a tanszék laborvezetője volt. 1975-ben kapott egyetemi tanári kinevezést. Egy évvel később, a tanszéki átalakulás során a szerves kémiai technológia tanszékhez került, szintén egyetemi tanári beosztásban. 1986-ban megbízták a tanszék vezetésével, amelyet 1991-ig vezetett. 1991-ben az MTA és a BME közös szerves kémiai technológia tanszéki kutatócsoport vezetésével bízták meg. 2003-ban professor emeritusi címet kapott. Később a két tanszéket újra egyesítették, így a szerves kémia és technológia tanszék oktatója.
1968-ban védte meg a kémiai tudományok kandidátusi, 1974-ben akadémiai doktori értekezését. Az MTA Szerves Kémiai Bizottságának (később Szerves és Biomolekuláris Kémiai Bizottságának) lett tagja, 2002-ben a bizottság vezetésével bízták meg. Emellett az Elméleti Szerves Kémiai Munkabizottság, a Terpenoidkémiai és Elemorganikus Munkabizottság, valamint az Alkaloidkémiai Munkabizottság tagja. 1993-ban a Magyar Tudományos Akadémia levelező, 1998-ban pedig rendes tagjává választották. 1996 és 1999 között a Kémiai Tudományok Osztálya elnökhelyettese volt. Akadémiai tisztségei mellett az International Council of Main Group Chemistry tagja.

## Munkássága
Fő kutatási területe az alkaloidkémia és a gyógyszerkémia. Nevéhez fűződik több gyógyszer és növényvédő szer szintézise preparatív szerves kémiai módszerekkel. Foglalkozik még a koronaéterek szintézisével és felhasználásával is, elsősorban ionszelektív elektródokban és enantionszelektív szintézisekben. Sikerült több foszfororganikus vegyületet előállítania.
Jelentős a szerepe a gyógyszerkémia oktatásában: kétkötetes egyetemi tankönyvet írt a gyógyszerkémiáról, valamint megalapozta a gyógyszerkémia oktatásának új alapokra történő helyezését. Közel kétszáz tudományos publikációja jelent meg, ezeknek hol egyéni szerzője, de többségében társszerzőként vett részt. Munkáit többségében angol nyelven adja közre, de jelentek meg magyar nyelven is. Emellett több mint ötven szabadalmat jegyeztetett be, amelyek elsősorban műszaki-laboratóriumi eszközök a kutatások elősegítésére.

## Díjai, elismerései
- Állami Díj II. fokozat (1975) – A nagy hatású alkaloidák ipari gyártásra is alkalmas, mesterséges előállításáért. Megosztott díj Szabó Lajossal és Szántay Csabával.
- Kiváló feltaláló (1984, 1989)
- Zemplén Géza-fődíj (1990)
- Jedlik Ányos-díj (1998)
- A Magyar Érdemrend parancsnoki keresztje (2013)

## Főbb publikációi
- New Total Synthesis of Emetins (1966)
- Synthesis of Yohimbines (társszerző, 1973)
- Convenient Route to the Rhoeadanes (1973)
- Simple Synthesis of Yohimbine Alkaloids (társszerző, 1976)
- Bis-Crown Ether Derivatives as Ionophores for Potassium Selective Electrodes (1985)
- Gyógyszerkémia I–II. (egyetemi tankönyv, 1992)
- Foszforészterek kutatása (1994)
- Asymmetric C–C-Bond Forming Reactions by Chiral Crown Catalyst (1997)
- Studies on Calix(aza)crowns (társszerző, 1997)
- An Improved Method for the Synthesis of Sumatriptam (1998)
- Szupramolekuláris kémia; koronaéterek; MTA, Budapest, 1999 (Székfoglalók a Magyar Tudományos Akadémián)
- Enantioselective Michael Reaction of 2-nitropropane with Substituted Chalcones Catalysed by Chiral Azacrown Ethers Derived from Alpha-D-glucose (társszerző, 2002)
- Enantioselective Michael Addition of 2-nitropropane to Chalcone Analogues Catalyzed by Chiral Azacrown Ethers Based on Alfa-D-glucose and D-mannitol (társszerző, 2003)